# Cerebellaris kognitív affektív szindróma
A cerebellaris kognitív affektív szindróma vagyis a CCAS egy olyan Jeremy J. Schmahmann által alkotott összefoglaló elmélet, ami a kisagy kutatása során felmerült újabb eredményeket foglalja egy egységes keretbe. Az elmélet szerint a kisagy nem csak a mozgás koordinálását végzi, hanem olyan, eddig más agyterülethez kapcsolt funkciókat is, mint az érzelem és kogníció. 
Gyakran úgy utalnak rá, mint dysmetria a gondolkodásban, párhuzamot vonva egyéb dysmetria elméletekkel.

## Tünetei
A szindrómát az alábbi tünetek mentén lehet meghatározni:
- A végrehajtó funkciók károsodása, mint a rossz tervezés, perszevaráció zavara, absztrakt érvelés hiánya és verbális fluencia. *Téri-vizuális zavar és az ehhez tartozó munkamemória zavara.
- A személyiség változása, mint az érzelmek tompulása vagy közömbössé válás, gátlás hiánya, alkalomhoz és környezethez nem illő viselkedés, mint a vicckényszer.
- Nehézségek a logikai kapcsolatok felfogásával és képzésével.
- Nyelvi károsodások beleértve a dysprosodiá-t, agrammitizmust és más enyhébb rendellenésegeket.

## A szindróma magyarázata
A kisagy kapcsolatai a hipothalamusszal a vegetatív idegrendszer szabályozását látják el, a limbikus rendszeren át az élmények és az érzelmek lefolyását szabályozza, a prefrontallal és neocorticallal létesített kapcsolatok pedig kritikus szerepet játszanak a kognitív működés magasabb szintjein. 
A kisagy tehát ezen a három anatómiailag jól elkülönült területet fogja szerves egységgé gyúrni a kérgi neuronok által alkotott körkörös pályák segítségével. Ezek az alrendszerek természetesen eltérő információáramlatot nyújtanak a kisagynak, ami azt egységes modulációban fogja elrendezni, s visszatáplálni az idegrendszerbe. Ez a körkörös folyamat az univerzális kisagyi transzfer (universal cerebellar transfer UCT). Ez a folyamat nemcsak a mozgás ritmusát, erejét és pontosságát határozza meg, hanem egyben a kognitív és emocionális folyamatok lefolyásának sebességét és időtartamát, fenntartva a helyzethez illeszkedő motivációs állapotot. Az UCT segíti az agyat, hogy detektálja és szükség esetén kivédje a környezet hatásait, összeillesztve az alapvető stratégiákat és az aktuális célokat.
A CCAS ezeknek a kapcsolatoknak a szétesésekor jelentkezik, amikor a sérült kisagy hibás információt táplál vissza vagy/és nem kap információt az agy többi része felől. Ebben az állapotban az idegrendszer elveszíti a kapcsolatát a környezettel.